# Amor di Dio

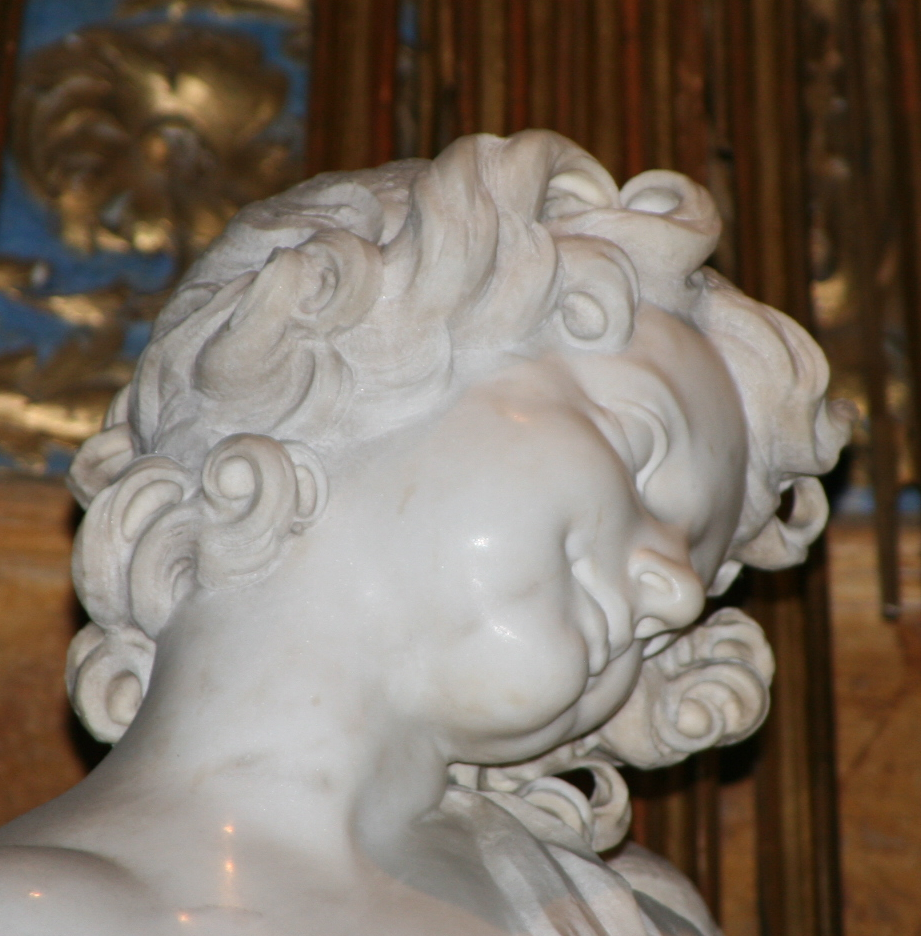
«Un giorno mi apparve un angelo bello oltre ogni misura. Vidi nella sua mano una lunga lancia alla cui estremità sembrava esserci una punta di fuoco. Questa parve colpirmi più volte nel cuore [...]. Quando l'angelo estrasse la sua lancia, rimasi con un grande amore per Dio». (Santa Teresa d'Avila; nella foto: particolare del volto dell'angelo nellEstasi di santa Teresa di Bernini)

L'espressione Amor di Dio indica, nel pensiero giudaico-cristiano, sia l'amore di Dio verso l'uomo sia l'amore dell'uomo verso Dio.

## Esegesi ebraica
Nel Deuteronomio, subito dopo aver ricevuto i Dieci comandamenti, il popolo ebraico d'Israele è esortato ad amare Dio con tutto se stesso: «Ascolta, Israele: il Signore è il nostro Dio, il Signore è Uno.... [e tu] amerai il Signore tuo Dio con tutto il cuore, con tutta l'anima e con tutte le forze/facoltà».
Dio per primo "ama/riscatta" il suo "gregge": Isaia afferma che l'amore di Dio è «eterno» e lo paragona a quello di una madre per il proprio "figlio", con la differenza che, se pure esistono alcune madri che dimenticano i loro figli, Dio non lo farà mai:

## Nuovo Testamento
Gesù, alla domanda su quale sia il primo dei comandamenti, risponde con il già citato passo del Deuteronomio, accostando ad esso un precetto del Levitico sull'amore per il prossimo:
L'amore per Dio e l'amore per il prossimo formano insieme la virtù teologale della carità, alla quale San Paolo dedica un inno nella prima lettera ai Corinzi:
Nella prima lettera di Giovanni viene espressa l'indissolubilità fra il comandamento dell'amore per Dio e quello dell'amore per il prossimo. Entrambi nascono dall'amore che Dio ci ha rivolto Lui per primo. Egli è amore e a noi spetta ricambiarlo senza timore, amando anzitutto il nostro prossimo, perché non si può amare Dio senza amare il prossimo:

## Agostino
Nel Discorso della Montagna, Gesù afferma che l'amore per il prossimo, se spinto fino all'amore per i propri nemici, rende pienamente figli di Dio e perfetti come Lui:
Sant'Agostino – del quale è anche celebre la frase «Ama e fa' ciò che vuoi» – sviluppa similmente questo discorso, suggerendo che, amando Dio, si "diventi" Dio: